# Mathias Christen
Mathias Christen (* 18. August 1987 in Vaduz) ist ein ehemaliger liechtensteinischer Fussballspieler. 

## Karriere

### Verein
In seiner Jugend spielte Mathias Christen ab 1997 für den FC Triesen. Dem Verein blieb er bis 2005 treu, bis er im Alter von 18 Jahren zum FC Balzers wechselte. Seine Profilaufbahn begann der gelernte Fitnesstrainer im Alter von 21 Jahren 2008 beim FC Wil, zu dem er vom FC Balzers aus gewechselt war. Gleich in seiner ersten Saison bestritt er für den FC Wil 15 Spiele in der Schweizer Challenge League, in denen er vier Tore schoss. Im Juli 2009 nahm ihn der Ligakonkurrent FC Gossau unter Vertrag. Hier bestritt er drei Spiele (kein Tor), ehe ihn der Hauptstadtverein FC Vaduz am 16. September 2009 verpflichtete. Christen unterschrieb dort einen Einjahresvertrag mit Gültigkeit bis zum 30. Juni 2010.
Bis 2011 spielte er beim FC Vaduz. Im Februar 2011 wechselte er zum FC Linth 04. Hier stand er bis zum 1. März 2012 unter Vertrag. Daraufhin folgte sein Wechsel zum USV Eschen-Mauren. Weniger als ein Jahr später verließ er den Verein in Richtung Thailand. 
Er wechselte in die Thai Premier League zu Singhtarua FC, welche damals noch Thai Port FC hießen. Im Januar 2014 kehrte er zum Liechtensteiner Club FC Triesenberg zurück. Im Sommer 2014 wechselte Christen zu Chur 97. Nach Ablauf der Spielzeit 2014/2015 kehrte er wieder zum FC Triesenberg zurück. 

### Nationalmannschaft
Sein erstes Länderspiel bestritt Christen im Alter von 21 Jahren am 20. August 2008 bei der 0:2-Niederlage gegen Albanien, als er in der 46. Minute für Andreas Gerster eingewechselt wurde. Beim WM-Qualifikationsspiel gegen Deutschland am 6. September 2008 stand er erstmals in der Startelf. 